# Intel Saltwell
Intel Saltwell — кодовое название процессорной микроархитектуры, разработанной корпорацией Intel для семейства Atom; является наследницей микроархитектуры Intel Bonnell. Применялась в смартфонах. Satwell была заменена семейством Intel Silvermont в 2013 году.
Спроектирована с учётом 32-нанометровой технормы. 
Выпуск процессоров на этой архитектуре планировался в 2011-2012 гг., но состоялся в 2012-2013 годах в составе платформ Intel Medfield, Intel Clover Trail и Intel Clover Trail+.

## Особенности
Несмотря на то, что Saltwell была выделена в отдельную микроархитектуру, на деле основным улучшением, по сравнению с Bonnell, стал переход от 45-нанометрового техпроцесса к 32-нанометровому LP-процессу. 
- Ядро обладает 512 КБ кэша второго уровня и отдельным модулем SRAM объёмом в 256 КБ.
- Процессор может выполнять две инструкции за такт, но при этом используется парадигма поочерёдного выполнения инструкций[8].

Конвейер исполнения команд состоит из 16 стадий: IF1, IF2, IF3 (IP1, IP2), ID1, ID2, ID3, SC, IS, IRF, AG, DC1, DC2, EX1, FT1, FT2, IWB/DC1.